# Jayson Terdiman
Jayson Terdiman (* 21. Dezember 1988 in East Stroudsburg) ist ein ehemaliger US-amerikanischer Rennrodler.

## Werdegang
Jayson Terdiman lebt in Berwick. Im Doppelsitzer rodelte er seit der Saison 2006/07 als Hintermann gemeinsam mit Christopher Mazdzer in einen Doppelsitzer. 2007 gewannen sie bei der Junioren-WM die Bronzemedaille, 2008 hinter Toni Eggert und Marcel Oster Silber. 2007 waren sie als Doppel am Gewinn der silbernen, 2008 der goldenen Mannschaftsmedaille beteiligt. In der Saison 2007/08 wurden sie im Junioren-Weltcup sechsmal Zweite und in der Gesamtwertung Vize. 2007 und 2008 gewannen sie die Titel der US-Junioren, 2008 wurden sie zudem bei den US-Meisterschaften Dritte. In der Saison 2008/09 debütierte das Doppel zu Saisonbeginn in Igls im Rennrodel-Weltcup und belegte Platz 17. Es folgte ein 16. Rang in Sigulda und ein 14. Platz in Winterberg.
In der Saison 2010/11 gelang ihm mit seinem neuen Partner Christian Niccum mit dem dritten Platz in Winterberg sein erstes Weltcup-Podium. Bei den Rennrodel-Weltmeisterschaften 2011 in Cesana Pariol wurde das Duo Elfter. In der folgenden Saison 2011/12 waren seine besten Platzierungen ein fünfter Platz in Winterberg sowie Rang vier in der Mixed-Team-Staffel in Sigulda. Bei den Rennrodel-Weltmeisterschaften 2012 in Altenberg wurden beide im Doppel 11. und verpassten damit erneut nur knapp einen Top-10-Platz. Im Winter 2012/13 startete Terdiman nur beim vorolympischen Test-Weltcup im Sliding Center Sanki in Sotschi, in welchem er mit Niccum Rang 12 erreichte. Zuvor hatte sich Niccum verletzt, weshalb er nicht wie geplant mit Terdiman starten konnte. Daraufhin konzentrierte sich Terdiman auf das Training und das Testen neuer Technik in Lake Placid.
Nachdem Terdiman und Niccum in die Saison 2013/14 nur mit schwachen zweistelligen Platzierungen starteten, erreichten sie bei den internen Ausscheidungen gegen Jake Hyrns und Andrew Sherk schließlich die Qualifikation für die Olympischen Winterspiele 2014 in Sotschi. Dort fuhren beide auf den 11. Rang der Doppelsitzer. Beide gehörten sie zur Teamstaffel und fuhren mit dieser auf den sechsten Platz. Nachdem Niccum nach den Spielen seine aktive Rodelkarriere beendet hatte, kam Matt Mortensen als Partner für die Folgesaison zu Terdiman. Mit seinem Partner Niccum feierte er zum Ende der Saison 2013/14 Rang vier im Nationencup.
In der Rennrodel-Weltcup 2014/15 feierten Terdiman und Mortensen mit dem zweiten Platz am Königsee sein bis dahin bestes Doppelsitzer-Resultat. Zuvor hatte er im Januar 2015 bereits in Oberhof den zweiten Rang mit der Teamstaffel erreicht. Auch in Lake Placid stand die US-amerikanische Teamstaffel auf dem Podium und wurde am Ende Dritte. Bei den Rennrodel-Weltmeisterschaften 2015 in Sigulda wurden Terdiman und Mortensen Neunter.
Nach der Saison 2021/22 beendete Terdiman seine Karriere.